# Aéroport de Sohag
L'aéroport International de Sohag' (code IATA : HMB • code OACI : HESG) est un aéroport desservant Sohag, capitale du gouvernorat de Sohag en Égypte. L'aéroport est situé à 28 km au sud de la ville.

## Situation
| \| 100 km1:14 084 000 \| Abou Simbel Taba Sohag Marsa · Alam Louxor Hurghada El-Arich El Nouzha Charm el-Cheikh Le Caire Borg El Arab Assouan Assiout Marsa Matruh |
| 100 km1:14 084 000 |

## Statistiques
Pour des raisons techniques, il est temporairement impossible d'afficher le graphique qui aurait dû être présenté ici.

Voir la requête brute et les sources sur Wikidata.

## Compagnies aériennes et destinations
| Compagnies                          | Destinations                                                                                     |
| ----------------------------------- | ------------------------------------------------------------------------------------------------ |
| Air Arabia                          | Charjah                                                                                          |
| Air Cairo                           | Amman-Reine-Alia, Buraydah, Doha-Hamad, Djeddah - Roi-Abdelaziz, Koweït, Riyad-roi Khaled, Yanbu |
| Air Go                              | Koweït                                                                                           |
| AMC Airlines                        | Djeddah - Roi-Abdelaziz                                                                          |
| Demavia Airlines                    | Koweït                                                                                           |
| EgyptAir opéré par EgyptAir Express | Le Caire                                                                                         |
| FlyEgypt                            | Abou Dabi, Amman-Reine-Alia, Koweït                                                              |
| Jazeera Airways                     | Koweït                                                                                           |
| Nas Air                             | Djeddah - Roi-Abdelaziz, Riyad-roi Khaled                                                        |